# Bobby Fischer
Bobby Fischer (Chicago, 1943. március 9. – Reykjavík, 2008. január 17.) amerikai sakknagymester, sakkvilágbajnok. Teljes, eredeti neve: Robert James Fischer, de a sajtó Bobby Fischernek hívta, és saját maga is ezt használta.
Az elsők között választották be 1986-ban a US Chess Hall of Fame, 2001-ben a World Chess Hall of Fame tagjai közé.

## Szülői háttér
A hivatalos születési okmányai szerint apja Hans-Gerhardt Fischer (1908–1993), német biofizikus, édesanyja Regina Wender (1913–1997), lengyel ápolónő volt. Az életét feltáró kutatások és az FBI nyilvánosságra került aktái azonban valószínűsítik, hogy Robert James Fischer édesapja dr. Neményi Pál (Paul Felix Nemenyi, Fiume, 1895 – Washington, 1952) magyar fizikus volt, aki egészen haláláig támogatta is a családot.
Édesanyja az 1930-as évek elején, Hitler hatalomra kerülésekor Berlinben élt, és itt találkozott Hans-Gerhard Fischerrel, német biofizikussal. A kommunista meggyőződésű fiatalok együtt indultak Moszkvába, ahol 1933. november 4-én összeházasodtak, és több évet töltöttek a sztálini Szovjetunióban. A fiatalasszony a moszkvai egyetem orvosi fakultásán végezte tanulmányait, az ifjú férj pedig hamarosan önkéntesnek állt, és a köztársaságiak oldalán harcolt a spanyol polgárháborúban. Fischer már Spanyolországban tartózkodott, amikor 1938-ban Moszkvában megszületett kislányuk, Joan.
1939-ben – külön-külön – Amerikába indultak. Ám a férfi Dél-Amerikába került, és Chilében telepedett le, mivel az amerikai hatóságok a Nemzetközi Brigádok tagjait nem engedték az USA területére. Regina Fischer az Amerikai Egyesült Államokban – férjétől több ezer kilométerre – egyedül nevelte kislányát. Hans-Gerhard Fischer soha nem lépett az Egyesült Államok területére (1945-ben hivatalosan is elváltak), így nem is lehetett a Chicagóban született Bobby apja.

## Élete

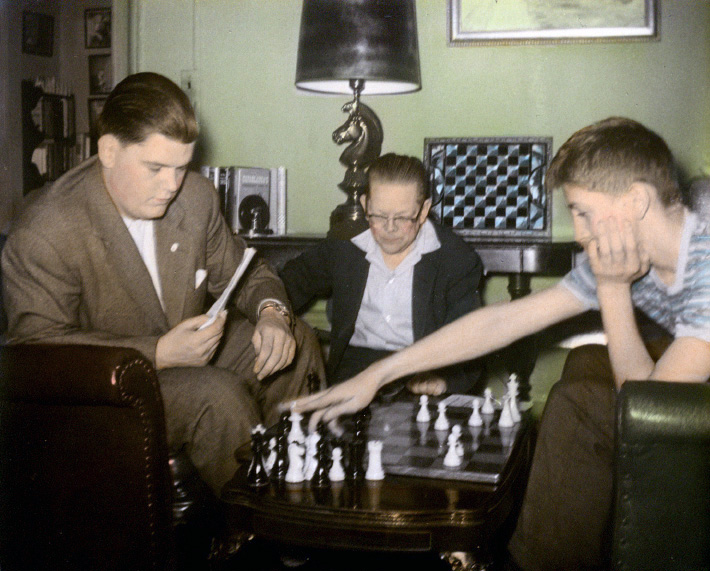
Bobby Fischer (a kép jobb oldalán)

Fischer 1943. március 9-én született Chicagóban, gyermekéveit New York Brooklyn negyedében töltötte.
1949-ben nővérével, Joannal kezdte tanulni a sakk alapismereteit. Már fiatalon kitűnt tehetsége: első komoly játszmáját 1951 januárjában, nyolcévesen játszotta egy sakkmesterrel; ezt azonban még 15 perc alatt elvesztette.
- 1956-ban Amerika legfiatalabb ifjúsági bajnoka lett.
- 1957-ben Max Euwe exvilágbajnokkal játszott páros mérkőzést.
- Nyolcszoros Amerika-bajnok (1957, 1958, 1959, 1960, 1962, 1963, 1965, 1966), első bajnoki címét 1957-ben, 14 éves korában szerezte meg.
- 1958-ban, 15 évesen sikert sikerre halmozott: amerikai bajnok lett, majd Moszkvában az örmény születésű Tigran Petroszjánnal, a későbbi világbajnokkal játszott.

Fischer Portorožban a sakktörténelem addigi legfiatalabb nagymestere lett. Ezt sokáig csak Polgár Judit és Lékó Péter tudta megdönteni. Fischernek már a középiskolában 180 feletti IQ-t mértek.

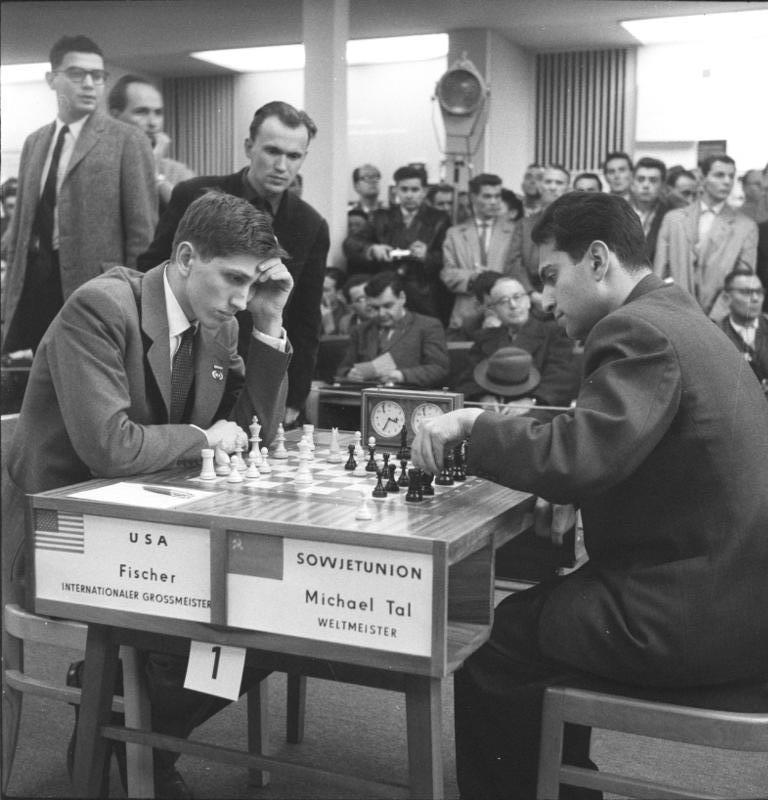
Bobby Fischer (a kép bal oldalán) és Mihails Tāls az 1960-as lipcsei sakkolimpián

1960-ban, Mar del Platában első helyen végez Borisz Szpasszkijjal, holtversenyben.
1963-ban az Egyesült Államok bajnokságán történelminek nevezett győzelmet aratott, döntetlen és vereség nélkül. Bár korábban ötször elnyerte ezt a címet, ekkora különbséggel győzni kivételes teljesítménynek számít ma is a sakk világában.
Azonban ekkor már egyre gyakoribbá váltak különféle különcségei: addig ismeretlen összegeket követelt fellépési díjként, a világbajnokjelölti körversenyek átalakítását követelte egyenes kiesési rendszerre (ezt végül megkapta), egyéni világítást kért, a nézőket hátrébb kellett ültetni, a sakktáblamezők színét is megszabta. Személyeskedéstől sem állt távol: erős ellenszenvvel nyilatkozott az akkoriban vezető szovjet játékosokról, csalással és összejátszással vádolva őket. Kivételes tehetsége miatt nagyon gyakran kivételeztek vele a szervezők, és játékostársai is engedtek követeléseinek, melyek teljesítése után újabb követelések következtek. Egy amerikai játékostársa, Arthur Bisguier mondta róla: „Ha nem lett volna sakkozó, valószínűleg veszélyes pszichopata vált volna belőle”. Ő lett a sakk fenegyereke – azonban az is az ő nevéhez köthető, hogy a sakk a figyelem középpontjába és a címlapokra került.
21 évesen vonult először „nyugalomba”: miután néhány kívánságát nem teljesítette a sakkszövetség és a zónaközi döntő szervezői, másfél évig nem játszott versenyen, majd egy rövid visszatérés után újabb kétéves szünet következett (hivatalosan kizárta magát a világbajnoki indulás lehetőségéből).
1970-ben visszatért: a Palma de Mallorca-i zónaközi verseny döntőjében sorra verte a világ legjobbjait: 6:0-ra győzött az orosz Mark Tajmanov, és ugyanilyen arányban a dán Bent Larsen ellen is. Nagy diadalt aratott, 21 nehéz játszmát nyert sorozatban egymás után.

### A világbajnoki cím
28 éves korában készült élete – mint később kiderült – utolsó nagy hivatalos versenyére a világbajnoki cím elnyeréséért. Minderre azért is kerülhetett sor, mivel Benkő Pál, akkor még amerikai színekben játszó magyar nagymester, a zónaközi versenyeken átengedte neki az indulási jogot. Fischer ezek után – Petroszján legyőzésével (Buenos Aires, 1971) – kihívhatta az akkori világbajnokot, Szpasszkijt.
A Reykjavíkből tudósító Arthur Koestler így jellemezte a feszült küzdelmet:
„Furcsa ennyi idő után újra háborús tudósítónak lenni.” Koestler egyébként „mimefántnak” nevezte el Fischert, a mimóza és az elefánt tulajdonságai után, mellyel játékát és játékon kívüli viselkedését is jellemezte. A korabeli beszámolók szerint minden napra jutott egy váratlan kívánsága, pontosabban követelése (azzal fenyegetőzve, hogy ha nem teljesítik, akkor nem játszik tovább). Pl. kamerák eltávolítása, világítás átalakítása, új sakktábla kérése (többször is), új helyszín kérése, nézők teljes vagy részleges (első pár nézősorból történő) eltávolítása, nagyobb részesedés a bevételekből stb.
A mérkőzésekről rendszeresen elkésett, egyik játszmán meg sem jelent – az oroszok a mai napig állítják, hogy botrányaival és zajos követeléseivel (melyek többségét az oroszok elfogadták) nagyban befolyásolta a játék nyugalmát, így Szpasszkij koncentrációját is.
Végül hét győzelemmel 12,5:8,5 arányban nyert, és világbajnok lett az akkori legnagyobb díjazású, 250 ezer dolláros tornán.
A New York Times a döntő után így értékelte az amerikai játékát: Alapjában véve Fischer személyisége az uralkodási vágyon, a megalázni vágyáson és ellenfele agyának irányításán alapszik.
Mindenesetre ezzel a győzelmével megszakította az orosz (szovjet) sakkozók 1945 utáni egyeduralmát, ami komoly presztízsveszteséget jelentett a szovjet vezetésnek, hiszen addig a szocializmus felsőbbrendűségét egyebek között a sakkban elért eredményeikkel igyekeztek bizonyítani.

### A világbajnokságot követő évek
1975-ben világbajnoki címvédésére nem került sor, miután a szovjetek legjobbjának tartott Anatolij Karpovval tervezett világbajnoki döntő előtt a FIDE nem volt hajlandó teljesíteni Fischer összes követelését (egyebek között, hogy 9-9-nél automatikusan ő marad a világbajnok). A döntés következtében Fischer lemondott világbajnoki címéről, és gyakorlatilag véglegesen visszavonult a hivatalos sakkélettől. Ezt követően csak zavaros nézeteivel és nyilatkozataival került néha a lapok címoldalára. Amerikában tagja volt az ószövetségi hitre alapult Isten Egyházai Gyülekezetének, 1977-ben azonban, sátánistáknak tartva őket, otthagyta őket. 1981 májusában két napra lecsukták, amit aztán a rendőrség tévedésnek nyilvánított, bár a történtekről Fischer sem tudott pontosan számot adni.
Csak 1992-ben állt újra a nagyközönség elé, amikor ismét Szpasszkij ellen játszott. A történetbe magyar szálak is szövődtek: a találkozóban szerepet kapott egy magyar rajongója, Rajcsányi Zita is. A nagy Fischert, akinek korábban államférfiak „udvaroltak”, most egy magyar lány iránt érzett szimpátia is meg tudta mozgatni – na meg az az 5 millió dolláros díjalap, amelyből győzelme után 3,6 milliót tehetett zsebre.
49 éves korában, 1992 júliusában – mint utólag kiderült – végleg elhagyta hazáját, akkor még előre nem sejtett következményekkel. Belgrádban ugyanis újra játszott Szpasszkijjal a reykjavíki világbajnoki döntő 20 éves évfordulóján, ezúttal már ötmillió dolláros tornán. Fischer másodszor is nyert, 17,5:12,5 arányban. A történet szépséghibája az volt, hogy a versenyre a bojkott alatt álló, Milosevics vezette Kis-Jugoszláviában került sor. Az amerikai pénzügyminisztérium figyelmeztetését Fischer a sajtó nyilvánossága előtt leköpte. Ezzel a barátságos mérkőzéssel megszegte az USA Jugoszlávia elleni embargóját, ami az amerikai törvények szerint bűncselekménynek számított, ezért még decemberben nemzetközi körözést adtak ki ellene.
Ezután a bajnok Jugoszlávia és az NSZK után Budapestre költözött, ahol nyolc évig élt. Kerülte a nyilvánosságot, csupán néhány emberben bízott – köztük Benkő Pál nagymesterben, akivel még Amerikában került jó viszonyba. Benkő már a hetvenes években is segített Fischernek, aki csak úgy tudott elindulni a világbajnoksághoz vezető zónaközi versenyen, hogy magyar származású barátja a saját helyét adta át neki. A barátság itthon sem szakadt meg, sokszor szerveztek közös programot. „Fischer visszavonultan élt, azonban szerette a gyógyfürdőket, a kínai és japán éttermeket, a mozit – viszont utálta az újságírókat”.
Egy budapesti rádióadásban – szülei zsidó származása ellenére – erős antiszemita kijelentéseket tett bizonyos nemzetközi összeesküvések kapcsán. Magyarországi tartózkodása idején történt egyéb kellemetlenségeiről levelezése tanúskodik.
2000-ben a Fülöp-szigeteki Justine Ong leánygyermeket szült neki, aki a Jinky Ong Fischer nevet kapta. 2010-ben az izlandi bíróság által elrendelt exhumálás utáni vizsgálat során kiderült, hogy nem Fischer a gyermek apja.
2004-ben a japán hatóságok – lejárt útlevele miatt – őrizetbe vették, és az amerikai hatóságok a kiadatását kérték. Fischer az eljárás alatt összeházasodott a japán sakkszövetség elnökének lányával, Watai Miyokóval, és erre hivatkozva japán állampolgárságot és politikai menedéket kért, a japán törvények ugyanis tiltják japán állampolgárok kiadását más országok bíróságainak. A hatóságokat azonban nem győzte meg a házasság, aminek körülményeit és hitelességét is vizsgálták. Fischer ezért német nagyapjára hivatkozva német útlevelet is igényelt, emellett Izland kormányánál is lobbizott menedékért. Az izlandi kormány megadta neki az állampolgárságot és a letelepedés jogát, ő pedig Reykjavíkba költözött.

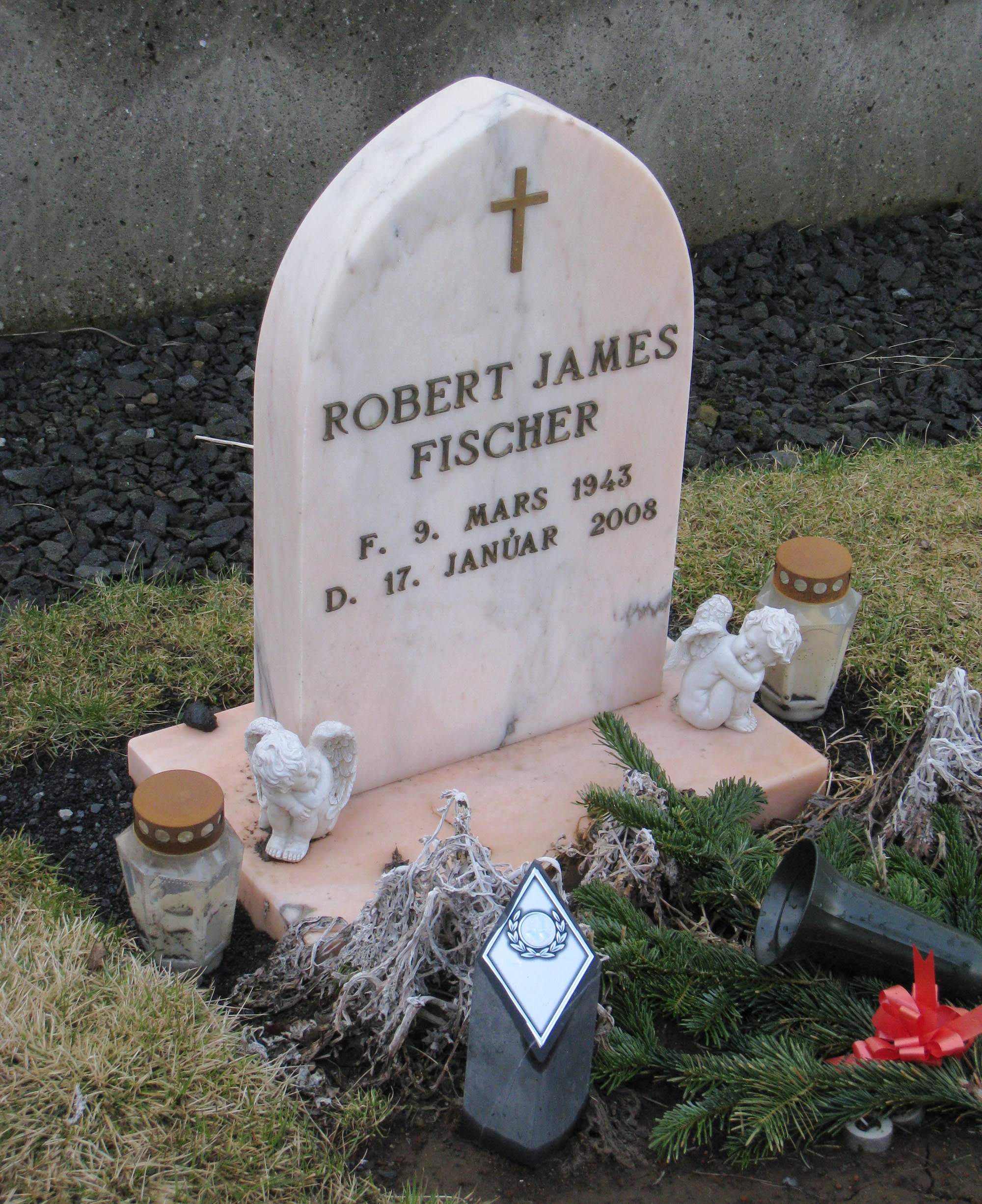
Fischer sírja Izlandon

Ott élt 2008. január 17-én veseelégtelenség miatt bekövetkezett haláláig. A sportág Mozartjának becézett sakkfenomént, aki máig az egyetlen Amerikában született sakkvilágbajnok, a dél-izlandi, harminc lakosú Laugadaelir falucska temetőjében, Selfoss Laugardalur templomának kertjében helyezték végső nyugalomra szűk baráti körben.
Rajongók és tisztelők milliói szerint egyike volt minden idők legzseniálisabb sakkozóinak.

### Egyéb
Elias Canetti – még jóval Bobby Fischer színre lépése előtt – megjelent Káprázat c. regényében szinte előre vizionálta a sakkozót egy Fischerli nevezetű különc zsidó sakkozó alakjában.

## Bobby Fischer stílusa

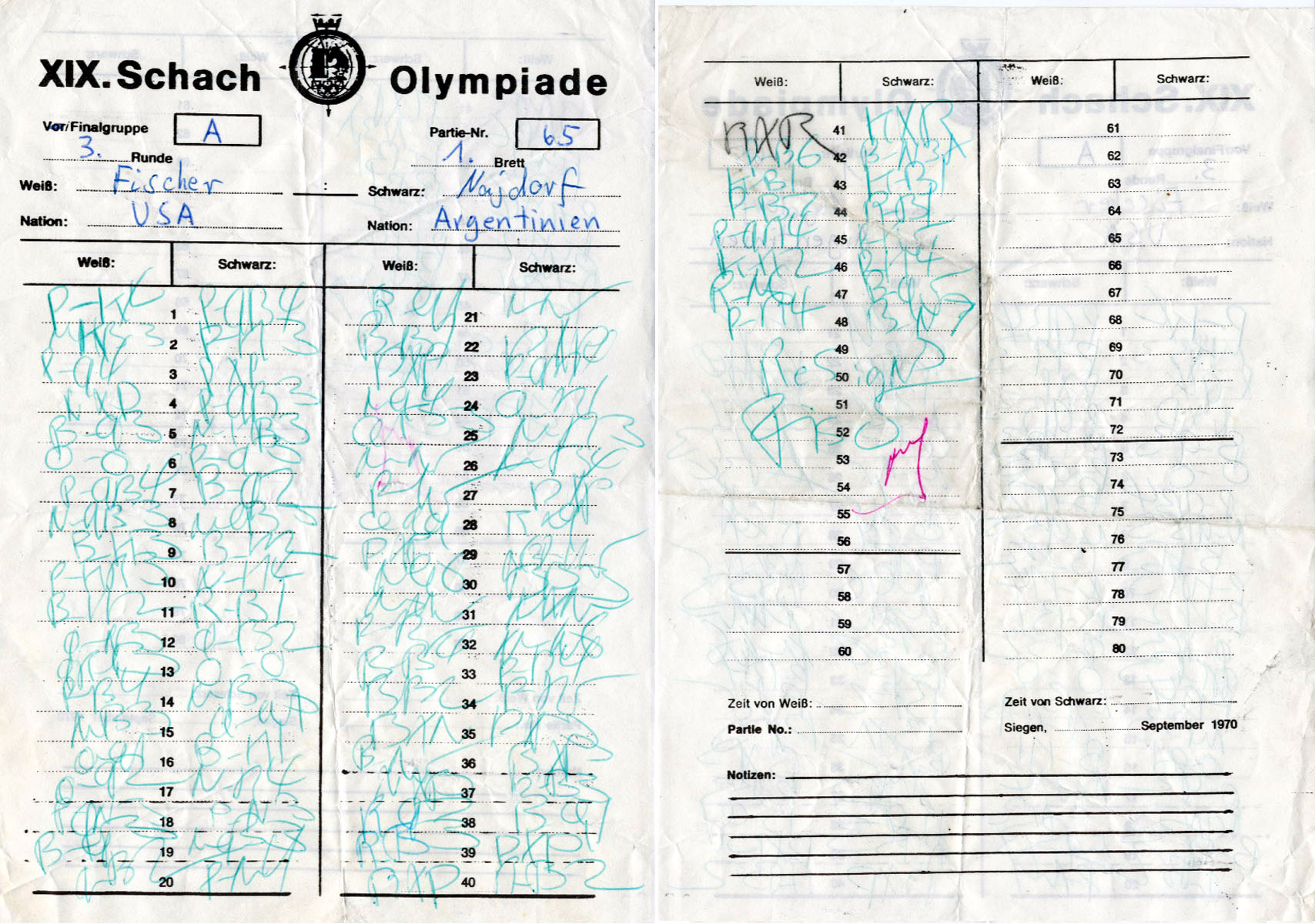
Fischer egyik lejegyzett sakkjátszmája

Stílusát a viszonylag szűk megnyitási repertoár, mélyen átgondolt pozicionális stratégia, pontos technika, és mindenek felett a kiváló hibakihasználó képesség jellemezte. Taktikai megoldásokhoz kizárólag annak lehetőségekor folyamodott. Játéka „hiperagresszív”, legerősebb szakasza a komplex közép- és végjáték. Időbeosztása példás, kitűnő rapidjátékos volt. Játszmáinak gerincét a kiváló tempó és a dinamikus előrenyomulás alkotta. Döntetlen játszmáinak legnagyobb része „kijátszott” döntetlen. Rendkívüli módon látta meg a mattképeket, és nagy biztonsággal fokozta győzelemig a szabadgyalogjaiban rejlő lehetőségeket.
Rengeteg megnyitási újítás fűződik a nevéhez világossal a spanyol megnyitásban, mindkét színnel a szicíliai védelemben, sötéttel a királyindiai és a Grünfeld-védelemben. Világossal szinte kizárólag csak 1. e4 lépéssel kezdett, sötéttel 1. e4-re c5-öt, 1. d4-re a királyindiai vagy a Grünfeld védelmet játszotta. Leggyakoribb megnyitásai: szicíliai védelem, spanyol megnyitás, királyindiai védelem. Nevét megnyitás is viseli, a Fischer–Szozin-támadás. 956 játszmáját ismerjük, mely mennyiség töredéke a professzionista sakkozók átlag játszmaszámának.
Kiváló végjátéktechnikával rendelkezett, Lasker, Rubinstein, Capablanca és Szmiszlov mellett a valaha élt öt legkiválóbb végjátékszakértő egyikének tartják. Előszeretettel és eredményesen használt a végjátékban a gyalogok mellett futó-bástya párt huszár-bástya pár ellen, ezt gyakran Fischer-végjátéknak is nevezték.

## A Fischer-sakkóra
1988-ban nyújtotta be szabadalmát egy olyan digitális sakkórára, amely programozhatóan bizonyos lépésszám után valamennyi többletidőt ad a játékosnak. Először 1992-ben a Fischer-Szpasszkij párosmérkőzésen használták. A Fischer-óra használata ma már szabványosnak számít a sakkversenyek többségénél.

## A Fischer random sakk
Fischer célja egy olyan sakkváltozat létrehozása volt, amelyben a kreativitás és a tehetség fontosabb, mint a megnyitások memorizálása és elemzése. Éppen ezért a Fischer random sakkban a játszma kezdésekor a bábuk elhelyezése többféleképpen történhet, bizonyos szabályok betartásával. Összesen 960 féle megengedett alapállás létezik, ezért használják erre a sakkváltozatra a Sakk960 (Chess960) megnevezést is.

## Írásai
- Bobby Fischer's Games of Chess (1959)
- Bobby Fischer Teaches Chess (1966)
- My 60 Memorable Games (1969) (német nyelven: Meine 60 denkwürdigen Partien, Hamburg)
- The games of Robert J. Fischer (1972)
- I Was Tortured in the Pasadena Jailhouse! (1981)

## Játszmák
- Fischer vs. P. Benko 1962 Archiválva 2009. szeptember 1-i dátummal a Wayback Machine-ben
- Fischer vs. D. Byrne 1956 NY R. játszma – az „évszázad játszmája”
- Fischer vs. R. Byrne 1963 USA CH. játszma
- Fischer vs. Fine 1963 NY. játszma
- Fischer vs. Myagmarsuren 1967 Sousse Interzonal játszma
- Fischer vs. Tal 1961 Bled játszma
- Fischer vs. Larsen 1971 Denver Cand. Sf1 játszma
- Fischer vs. Spassky World Chess Championship 10. forduló, 1972 játszma
- Fischer összes fennmaradt játszmája Archiválva 2014. július 14-i dátummal a Wayback Machine-ben

### Róla szóló könyvek
- Edmonds, David – Eidinow: John Bobby Fischer háborúba indul. Igaz történet arról, hogyan vesztették el a szovjetek minden idők legkülönlegesebb sakkmérkőzését; Scolar kiadó, Bp., 2004 (ford.: Deák Krisztina) ISBN 978-963-953-419-3
- Frank Brady vaskos életrajza: Endgame (Végjáték)
- Farkasházy Tivadar: Bobby visszatér avagy a Fischer-rejtély (2008) ISBN 9789630650151 – A könyv honlapja
- Aleksander Pasternjak: SCHACH – PHäNOMEN BOBBY FISCHER, Copress Verlag, München, 1972

### Róla szóló cikkek, filmek
- Kubát János: Napjaim Fischerrel (magyar nyelven). Magyar Szó online. [2016. március 5-i dátummal az eredetiből archiválva]. (Hozzáférés: 2014. július 2.)
- Kemény István: A sakk Nietzschéje (magyar nyelven). Litera - az irodalmi portál. (Hozzáférés: 2014. július 2.)
- Somorjai László: Magyar volt az amerikai? (magyar nyelven). hetek.hu Kft., 2008. február 1. (Hozzáférés: 2014. július 2.)
- Searching for Bobby Fischer, mozifilm 1993. rendező: Steven Zaillian, főszereplő: Ben Kingsley, executive producer: Sydney Pollack)
- Gyalogáldozat (Pawn Sacrifice), mozifilm 2014. rendező: Edward Zwick, főszereplő: Tobey Maguire